# Sant Cugat de Soanyes
Sant Cugat de Soanyes era una església desapareguda del terme comunal de Soanyes, a la comarca del Conflent.
Estava situada a l'extrem est del terme de Soanyes, a la Coma de Sant Culgat, lloc on hi hagué mines de ferro explotades pel senyor de Nyer. És esmentada per primer cop el 981, quan el rei Lotari I de França confirmà al monestir de Sant Genís de Fontanes la cella Sancti Cucufatis in comitatu Confluentis. L'església encara existia el segle xvii. En el seu entorn hi havia les mines de Sant Culgat, documentades el 1662, explotades pels senyors de Nyer.